# Паперовий літак

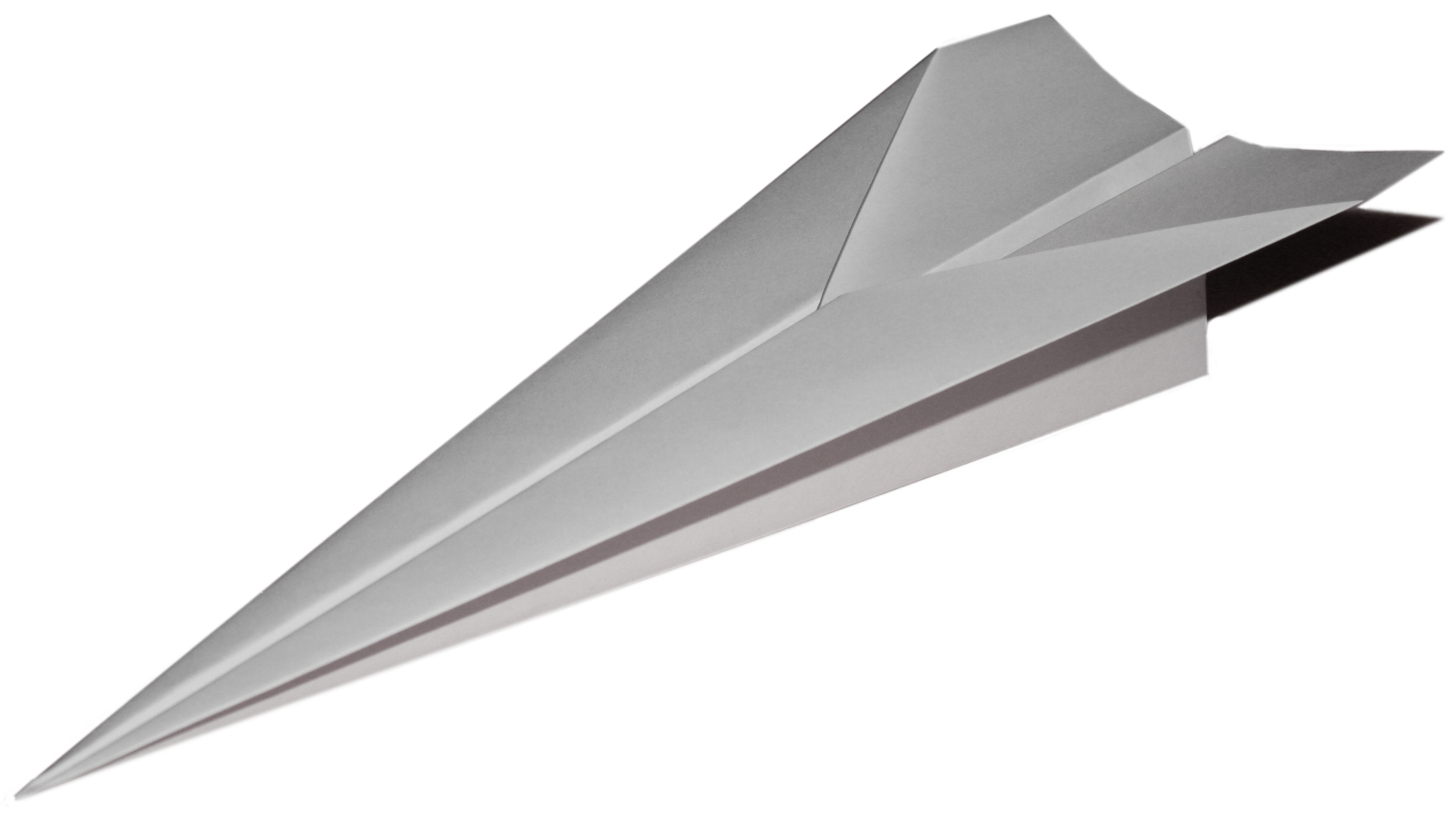
Одна з найпопулярніших і найпростіших версій паперового літачка

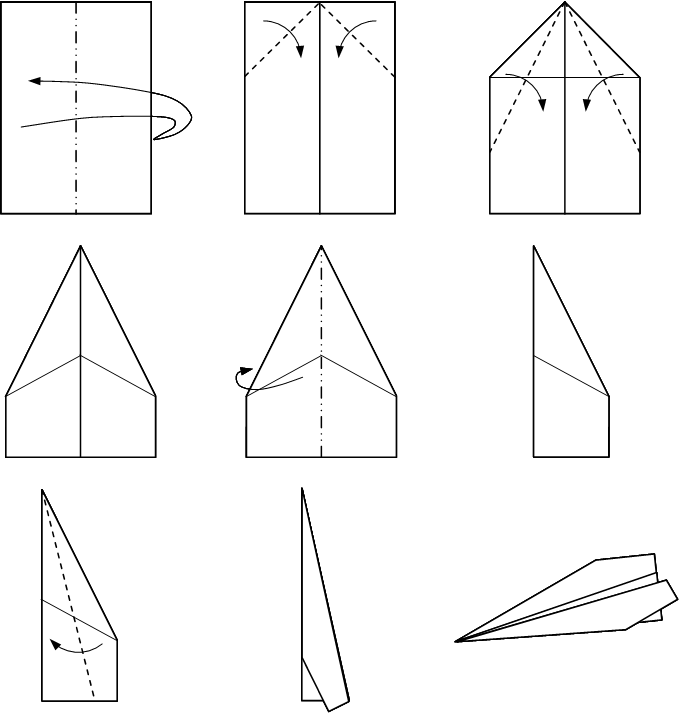
Інший популярний варіант складання «традиційного» паперового літачка.

Паперовий літак (літачок) — іграшковий літак, зроблений з паперу. Ймовірно, він є найпоширенішою формою аерограми, що є однією із гілок оригамі (японського мистецтва складання паперу). Японською такий літак називається 紙飛行機 (камі хікокі; камі=папір, хікокі=літак).

Складання паперового літачка (анімація)

Ця іграшка популярна через свою простоту — виготовити її просто навіть новачку в мистецтві складання паперу. Найпростіший літачок потребує всього шести кроків для повного складання. Також паперовий літачок можна скласти з картону.

## Історія
Використовувати папір для створення іграшок, на думку вчених, почали 2000 років тому в Китаї, де виготовлення та запуск повітряних зміїв було популярною формою проведення часу. Хоча цю подію можна розглядати як джерело сучасних паперових літачків, неможливо з впевненістю сказати, де точно було винайдено повітряного змія; з часом з'являлись все красивіші конструкції, а також види зміїв з покращеними швидкісними та/і вантажопідйомними властивостями.
Найранішою відомою датою створення паперового літачка слід визнати 1909 рік. Тим не менше, найпоширеніша версія про час винайдення та ім'я винахідника — 1930 рік, Джек Нортроп — співзасновник компанії Lockheed Corporation. Нортроп використовував паперові літачки для тестування нових ідей при конструюванні реальних літаків.
З іншої сторони, можливо, що паперові літачки були ще в час вікторіанської Англії.

## Види паперових літачків
Існує необмежена кількість видів паперових літачків, які по-різному літають, зберігають висоту та приземляються.

### Традиційний
Цей вид літачка складається лише за 6 етапів, а якщо не дотримуватися інструкції для визначення центру листа — то за 5. Слід використовувати прямокутний лист паперу, наприклад, А3, А4 чи Letter (перевагу найкраще надати А4 чи Letter).
1. Основа складається так: розмітивши папір короткою стороною до себе, загніть лівий або правий край паперу так, аби він збігся з протилежним краєм, і розгладьте складку.
2. Розверніть папір і складіть лівий верхній кут так, щоби він торкнувся основної центральної складки, потім повторіть цю процедуру для правого верхнього кута.
3. Зігніть кут, що утворився, по лінії, де закінчуються краї загнутих раніше кутів, щоби сторони, якими ці кути торкаються центральної складки, були всередині.
4. Ще раз зробіть дії, що описані в пункті 2, але тепер сторони кутів зверху повинні трохи не доходити до центральної складки, тобто йти навскіс, при цьому вони не повинні повністю закривати складений раніше трикутник.
5. Загніть маленький кутик, що виглядає, так аби він утримував складені вами кути.
6. Тепер зігніть літачок навпіл цим трикутником назовні, зігніть сторони до основної складки та запускайте.

### DC-03
Існує багато людей, які переконують, що вони зробили «Найкращий у світі паперовий літачок». Прикладом є модель DC-03, що володіє великими планерними крилами і, можливо, єдина у своєму роді має хвостове оперення. Ніякої міжнародної федерації паперового літакобудування не існує, тому офіційній повірці на точність ці твердження не підлягають.